# Jayne Plunkett
Jayne Plunkett (* 10. August 1971) ist eine nordirische Badmintonspielerin. 

## Karriere
Jayne Plunkett wurde 1994 erstmals irische Meisterin. Weitere Titelgewinne folgten 1998, 1999 und 2000. 1998 und 2002 nahm sie an den Commonwealth Games teil, 1991 und 1997 an den Badminton-Weltmeisterschaften.

## Sportliche Erfolge
| Saison | Veranstaltung                 | Disziplin   | Platz | Name                              |
| ------ | ----------------------------- | ----------- | ----- | --------------------------------- |
| 1994   | Irland: Einzelmeisterschaften | Damendoppel | 1     | Ann Stephens / Jayne Plunkett     |
| 1995   | Irland: Einzelmeisterschaften | Damendoppel | 1     | Ann Stephens / Jayne Plunkett     |
| 1998   | Irland: Einzelmeisterschaften | Mixed       | 1     | Bruce Topping / Jayne Plunkett    |
| 1998   | Irland: Einzelmeisterschaften | Damendoppel | 1     | Claire Henderson / Jayne Plunkett |
| 1999   | Irland: Einzelmeisterschaften | Mixed       | 1     | Bruce Topping / Jayne Plunkett    |
| 2000   | Irland: Einzelmeisterschaften | Mixed       | 1     | Bruce Topping / Jayne Plunkett    |